# مطبخ مالاوي

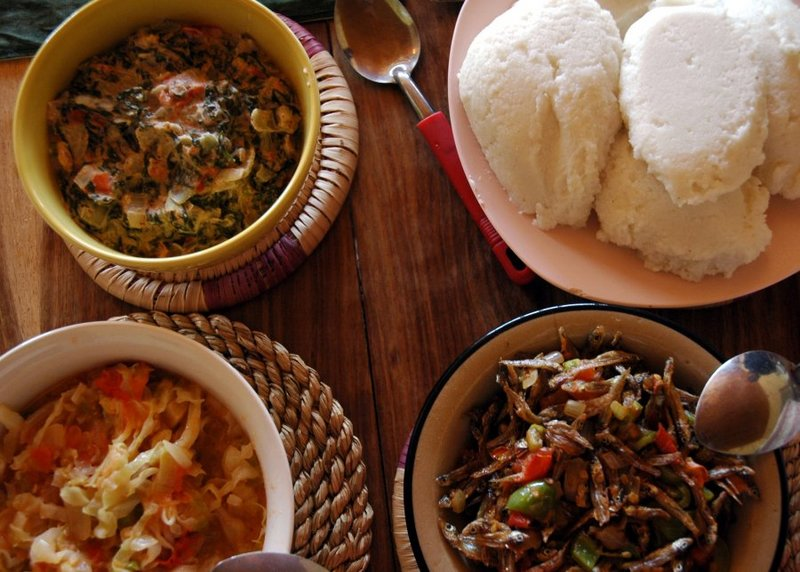
طبق نشيما Nshima.

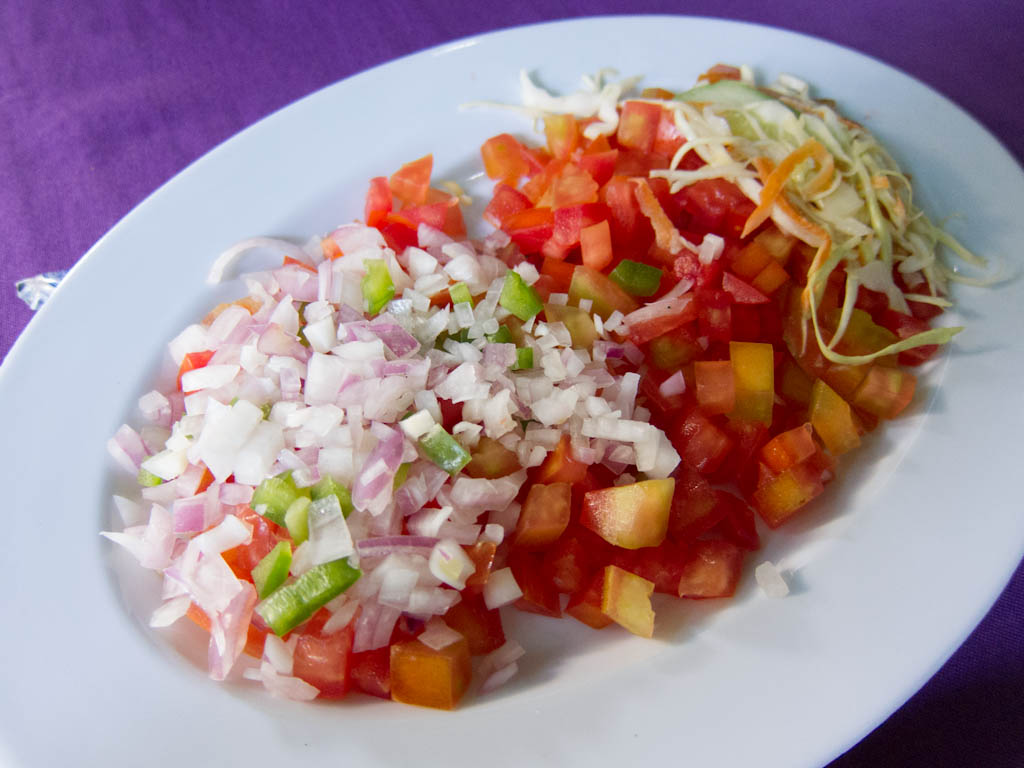
طبق كاشومباري Kachumbari.

يشمل المطبخ المالاوي أساليب الطهي في ملاوي. حيثُ يعتبر الشاي والأسماك من السمات الشعبية للمطبخ الملاوي. يُعتبر السكر، البن، الذرة، البطاطا، الذرة الرفيعة ولحم الماعز أيضًا مكونات مهمة في المطبخ والاقتصاد.
تُعتبر بحيرة ملاوي هي مصدر للأسماك بما في ذلك شامبو (على غرار الدنيس)، أوسيبا (على غرار السردين).
تُعتبر نسيمة غذاء أساسي مصنوع من الذرة المطحونة ويقدم مع أطباق جانبية من اللحوم والفاصولياء والخضروات. يمكن تناوله على الغداء والعشاء.

## أطباق
- كاتشومباري: نوع من سلطة الطماطم والبصل، تُعرف محليًا في ملاوي باسم سومو أو شوم أو ببساطة "سلطة الطماطم والبصل".
- الثبوة: مشروب مخمر مصنوع من الذرة البيضاء والدخن أو الذرة الرفيعة.
- كوندولي: مصنوع من دقيق الكسافا والماء .[2][3] تأتي في المقام الأول من شمال ملاوي وهي وجبة لزجة للغاية تشبه نسيما مالاوي أو أوغالي التنزانية أو البوشو الأوغندي. يتم طهيه في الغالب على الأرض بسبب قوامه حيث يصعب عادةً تمرير عصا الطهي من خلال وبالتالي هناك حاجة إلى قدر كبير من القوة. عادة ما تؤكل مع الأسماك.
- فوتالي
- نثوتشي خبز الموز